# Цевиці (гміна)
Гміна Цевіце (пол. Gmina Cewice) — сільська гміна у північній Польщі. Належить до Лемборського повіту Поморського воєводства.
Станом на 31 грудня 2011 у гміні проживало 7371 особа.

## Територія
Згідно з даними за 2007 рік площа гміни становила 187.86 км², у тому числі:
- орні землі: 31.00%
- ліси: 59.00%

Таким чином, площа гміни становить 26.57% площі повіту.

## Населення
Станом на 31 грудня 2011:
| Опис     | Загалом | Загалом | Чоловіки | Чоловіки | Жінки | Жінки |
| -------- | ------- | ------- | -------- | -------- | ----- | ----- |
| одиниця  | осіб    | %       | осіб     | %        | осіб  | %     |
| все      | 7371    | 100     | 3731     | 50.62    | 3640  | 49.38 |
| міське   | 0       | 100     | 0        |          | 0     |       |
| сільське | 7371    | 100     | 3731     | 50.62    | 3640  | 49.38 |

## Сусідні гміни
Гміна Цевіце межує з такими гмінами: Лемборк, Ленчице, Ліня, Нова Весь-Лемборська, Потенґово, Сераковіце, Чарна Домбрувка.